# Железничка станица Узићи
Железничка станица Узићи је једна од железничких станица на прузи Београд—Бар. Налази се насељу Узићи у општини Пожега. Пруга се наставља у једном смеру ка Севојну, у другом према Пожеги и трећем према Драгачеву. Железничка станица Узићи састоји се из 3 колосека.

## Повезивање линија
- Пруга Београд—Бар
- Пруга Краљево—Пожега